# Miklós Martin
Miklós Martin (Boedapest, 29 juli 1931 – Los Angeles, 26 maart 2019) was een Hongaars waterpolospeler.

## Loopbaan
Martin won met zijn ploeggenoten de gouden medaille tijdens de Olympische Zomerspelen 1952 in het Finse Helsinki. 
Twee jaar later won Martin de gouden medaille tijdens de wereldkampioenschappen in Turijn.
In 1956 vluchtte Martin naar de Verenigde Staten. Hij overleed in 2019 op 87-jarige leeftijd.
Róbert Antal · 
Antal Bolvári · 
Dezső Fábián · 
Dezső Gyarmati · 
István Hasznos · 
László Jeney · 
György Kárpáti · 
Dezső Lemhényi · 
Kálmán Markovits · 
Miklós Martin · 
Károly Szittya · 
István Szívós sr. · 
György Vizvári